# 竹田光呂
竹田 光呂（たけだ ひろ、1987年8月11日 - ）は、日本の俳優。infini及び劇団スパイスガーデン所属。神奈川県出身。旧芸名：栗原 寛孝（くりはら ひろたか）

## 出演

### テレビドラマ
- 妄想姉妹〜文學という名のもとに〜　第8話（2009年、日本テレビ）
- 深夜食堂 第4話（2009年、毎日放送/TBS）
- サラリーマンNEOウィンタースペシャル2009（2009年、NHK）
- TAXMEN 第5話・第6話（2010年、TOKYO MX/テレビ神奈川）
- プロゴルファー花 第4話～（2010年、ytv/日本テレビ） - レギュラー
- 宇宙犬作戦 第18話（2010年、テレビ東京）
- みんな!エスパーだよ!（2013年、テレビ東京） - コージ 役
- 天魔さんがゆく 第6話（2013年、TBS） - 濱口 役
- 医龍4 第1話（2014年、フジテレビ） - 研究員 役
- 花咲舞が黙ってない 第4話・第5話（2014年、日本テレビ）
- BORDER 第7話（2014年、日本テレビ） - 菅沼 役
- 相棒 season13 第6話（2014年、テレビ朝日） - 船田 役
- 民王 第6話（2015年、テレビ朝日） - 記者・斉藤 役
- マジすか学園5 第8話（2015年、日本テレビ/Hulu） - 書生・倉田 役
- ストレンジャー〜バケモノが事件を暴く〜（2016年、テレビ朝日） - 医師 役
- 刑事7人第6話（2017年、テレビ朝日） - 作業員立石役
- 鉄神ガンライザー零（2017年、テレビ岩手） - ガンライザー零 役 レギュラー
- 刑事7人 シーズン4 第9話（2018年、テレビ朝日） - 刑事太宰役
- 鉄神ガンライザースーパーヒーローズ（2018年、BSジャパン） - レイ役

### 映画
- シャッフル（2011年）
- 家族マニュアル (2019年、内田英治監督) - 飯島康太 役
- アルキメデスの大戦 (2019年、山崎貴監督) -機銃兵隊水兵長 伊藤 役

### 配信ドラマ
- シークレットガールズ（2011年、フジテレビ） - 柴崎一也 役（レギュラー）
- 電報日和（2011年、フジテレビ）第2話
- ラヴコンシェル 第3週「待つ男と待つ女」（2012年12月、NOTTV）
- ラヴコンシェル 第6週「ラブゾンビ」（2012年12月、NOTTV）
- 幻三十郎（2014年、ネスレシアター on YouTube）
- 踊る大宣伝会議（2015年、ネスレシアター on YouTube） - カメラマンアシスタント 役
- DoCoMo海外1DAYパケストーリー

### 舞台
- TEAM NACS ニッポン公演「WARRIOR〜唄い続ける侍ロマン」
- 日の本一の大悪党  演出 小泉今日子
- 劇団スパイスガーデンの全ての公演に出演

### CM
- パチンコ　ピーアーク
- マニュライフ生命保険
- アコム(2018年8月)

### MV
- MUCHOS LIBRE [MIRIS & SINTING]

### MODEL
- TIGER KLAN
- VISVAL BAGS
- FORTY SPORTS
- CAPS LOCK
- NOKHA
- BADGER
- EAST HOOD